# École théologique d'Édesse
L'école théologique d'Édesse (actuelle ville turque de Şanlıurfa / Ourfa) fut une des grandes écoles théologiques des premiers siècles du christianisme et occupe une place importante dans l'histoire du christianisme de langue syriaque. À partir de 363, elle prit le nom d'École des Perses.
En 432, l'école d'Édesse se déchire entre les partisans d'Ibas, chef de l'école (fidèle aux idées de Théodore de Mopsueste discréditées par le concile d'Éphèse) et ceux de Rabbula, évêque d'Édesse, qui soutiennent les thèses de Cyrille d'Alexandrie.
Les controverses et les luttes entre tenants de la double nature et les monophysites (pas encore constitués en Église indépendante) devinrent telles que l'empereur Zénon, à l'instigation de l'évêque Cyrus et de Philoxène de Mabboug, prit le parti radical de fermer l'école, en 489. Maîtres et élèves dispersés gagnèrent pour la plupart la Perse et fondèrent à Nisibe une nouvelle école totalement adonnée à l'enseignement de la théologie nestorienne. 

## Histoire
On sait qu'il exista une sorte d'école chrétienne à Édesse dès le IIIe siècle, car Lucien d'Antioche, né au milieu du IIIe siècle, vint y suivre une formation théologique auprès d'un certain Macaire.
L'école d'Édesse proprement dite fut fondée en 363 après la défaite de l'empereur Julien en Mésopotamie et la décision de son successeur Jovien d'abandonner des territoires aux Perses pour conclure la paix ; la région de Nisibe fut abandonnée et sa population transférée à Édesse ; les professeurs et les élèves de l'école de Nisibe suivirent le mouvement. Selon la tradition, le premier directeur de l'école d'Édesse fut Éphrem le Syriaque, déjà professeur à Nisibe, sa ville natale, et qui présida au transfert.
Mais le premier directeur connu avec certitude fut, au début du Ve siècle, Qioré, mort en 436 ou 437. Ce professeur d'exégèse réputé assura le succès de l'établissement ; surtout, il remplaça, comme grand auteur de référence, Éphrem le Syriaque par Théodore de Mopsueste (352-428). L'introduction dans l'enseignement de cet auteur de langue grecque, alors que la langue de l'école d'Édesse était le syriaque, suppose l'existence, dès cette époque, d'une activité de traduction de la littérature théologique grecque en syriaque. Cette entreprise est notamment liée à la personnalité d'Ibas, collaborateur de Qioré, qui resta dans les mémoires comme le Mtargmana, le « Traducteur » par excellence.
D'autre part, la doctrine de Théodore de Mopsueste fit l'objet, juste après sa mort, de controverses : elle fut contestée par les partisans de Cyrille d'Alexandrie et est considérée comme étant à l'origine du nestorianisme, condamné comme hérésie au concile d'Éphèse en 431. L'évêque d'Édesse, Rabbula, d'abord partisan de Nestorius contre Cyrille, changea de camp en 432 et entra en conflit avec les professeurs de l'école, notamment Qioré et Ibas, qu'il chassa même un moment de la ville. Il aurait aussi fait brûler les exemplaires qu'on put saisir des œuvres de Théodore et du Diatessaron de Tatien, utilisés dans l'école. Mais à sa mort en 435, c'est Ibas qui fut élu à sa succession. Édesse et son école devinrent alors un bastion de résistance à la diffusion au cours des décennies suivantes de la doctrine cyrillienne.
À sa mort, Qioré fut remplacé par Narsaï, originaire du territoire perse. Le nouveau directeur développa encore l'activité de traduction de textes grecs en syriaque : l'Organon d'Aristote, notamment, et l'Isagogè de Porphyre furent traduits par un de ses collaborateurs nommé Proba ou Probus ; en effet, les théologiens de l'école théologique d'Antioche comme Théodore de Mopsueste faisaient un grand usage des Catégories d'Aristote dans leur exégèse historico-littéraire des textes bibliques. L'enseignement de la philosophie péripatéticienne en syriaque fut introduit sous le nom de hekmtha ou pilosoputha. Selon le cardinal Tisserant, « l'école d'Édesse est la porte par où la culture grecque pénètre en Orient ».
L'enseignement était organisé en deux cycles : le premier était consacré aux psaumes, que l'élève devait apprendre par cœur ; le second élargissait l'étude à l'ensemble des textes bibliques. Parallèlement se menait un apprentissage de la lecture et de l'écriture de la langue syriaque, à laquelle l'école d'Édesse donna d'ailleurs elle-même sa forme classique : il y avait à la fois un « maître de lecture » (maqriana) et un « maître d'épellation » (mhaggiana) qui assistaient le professeur d'exégèse biblique (mpachqana). Était donc aussi dispensé un enseignement de philosophie aristotélicienne, servant d'appui au commentaire biblique, et on y ajoutait éventuellement quelques rudiments d'histoire, de géographie et d'astronomie.
Cette école de théologie chrétienne, qui donnait à son enseignement le même caractère systématique qu'on trouvait à l'époque dans les écoles de rhétorique ou de philosophie païenne, fut une grande innovation : rien de comparable n'existait dans les mondes grec et latin, où les clercs chrétiens étaient formés intellectuellement dans les écoles non religieuses, tenues très souvent par des païens.
Mais la pression cyrillienne s'accentuait constamment : l'évêque Ibas, déposé de 449 à 451, mourut en 457 et fut remplacé par un cyrillien convaincu du nom de Nonnus. Dès lors il y eut un exode progressif des professeurs et des élèves de l'école vers le territoire perse, où ils se regroupèrent à Nisibe. Narsaï passa la frontière après l'intronisation en 471 du successeur de Nonnus, un certain Qura (Cyrus), cyrillien encore plus intolérant que son prédécesseur. Barsauma, évêque de Nisibe, confia à Narsaï une nouvelle école dans les années 470 ou au tout début des années 480. Quant à celle d'Édesse, que les cyrilliens n'arrivèrent apparemment pas à purger entièrement, elle fut fermée sur ordre de l'empereur Zénon en 489.